# Сілвер-Лейк (Огайо)
Сілвер-Лейк (англ. Silver Lake) — селище (англ. village) в США, в окрузі Самміт штату Огайо. Населення — 2516 осіб (2020).

## Географія
Сілвер-Лейк розташований за координатами 41°9′14″ пн. ш. 81°27′41″ зх. д. / 41.15389° пн. ш. 81.46139° зх. д. (41.153885, -81.461511).  За даними Бюро перепису населення США в 2010 році селище мало площу 4,14 км², з яких 3,67 км² — суходіл та 0,47 км² — водойми.

## Демографія
Згідно з переписом 2010 року, у селищі мешкало 2519 осіб у 1004 домогосподарствах у складі 789 родин. Густота населення становила 609 осіб/км².  Було 1066 помешкань (258/км²).
Расовий склад населення:
| - 96,9 % — білих - 1,5 % — азіатів - 0,6 % — чорних або афроамериканців - 0,1 % — вихідців з тихоокеанських островів - 0,1 % — корінних американців |

До двох чи більше рас належало 0,6 %. Частка іспаномовних становила 1,3 % від усіх жителів.
За віковим діапазоном населення розподілялося таким чином: 20,5 % — особи молодші 18 років, 59,8 % — особи у віці 18—64 років, 19,7 % — особи у віці 65 років та старші. Медіана віку мешканця становила 49,9 року. На 100 осіб жіночої статі у селищі припадало 99,1 чоловіків;  на 100 жінок у віці від 18 років та старших — 93,6 чоловіків також старших 18 років.
Середній дохід на одне домашнє господарство  становив 118 964 долари США (медіана — 94 861), а середній дохід на одну сім'ю — 138 562 долари (медіана — 107 625). Медіана доходів становила 63 578 доларів для чоловіків та 49 083 долари для жінок. За межею бідності перебувало 2,1 % осіб, у тому числі 0,0 % дітей у віці до 18 років та 4,0 % осіб у віці 65 років та старших.
Цивільне працевлаштоване населення становило 1243 особи. Основні галузі зайнятості: освіта, охорона здоров'я та соціальна допомога — 25,6 %, роздрібна торгівля — 14,9 %, виробництво — 13,8 %.